# مكسحة

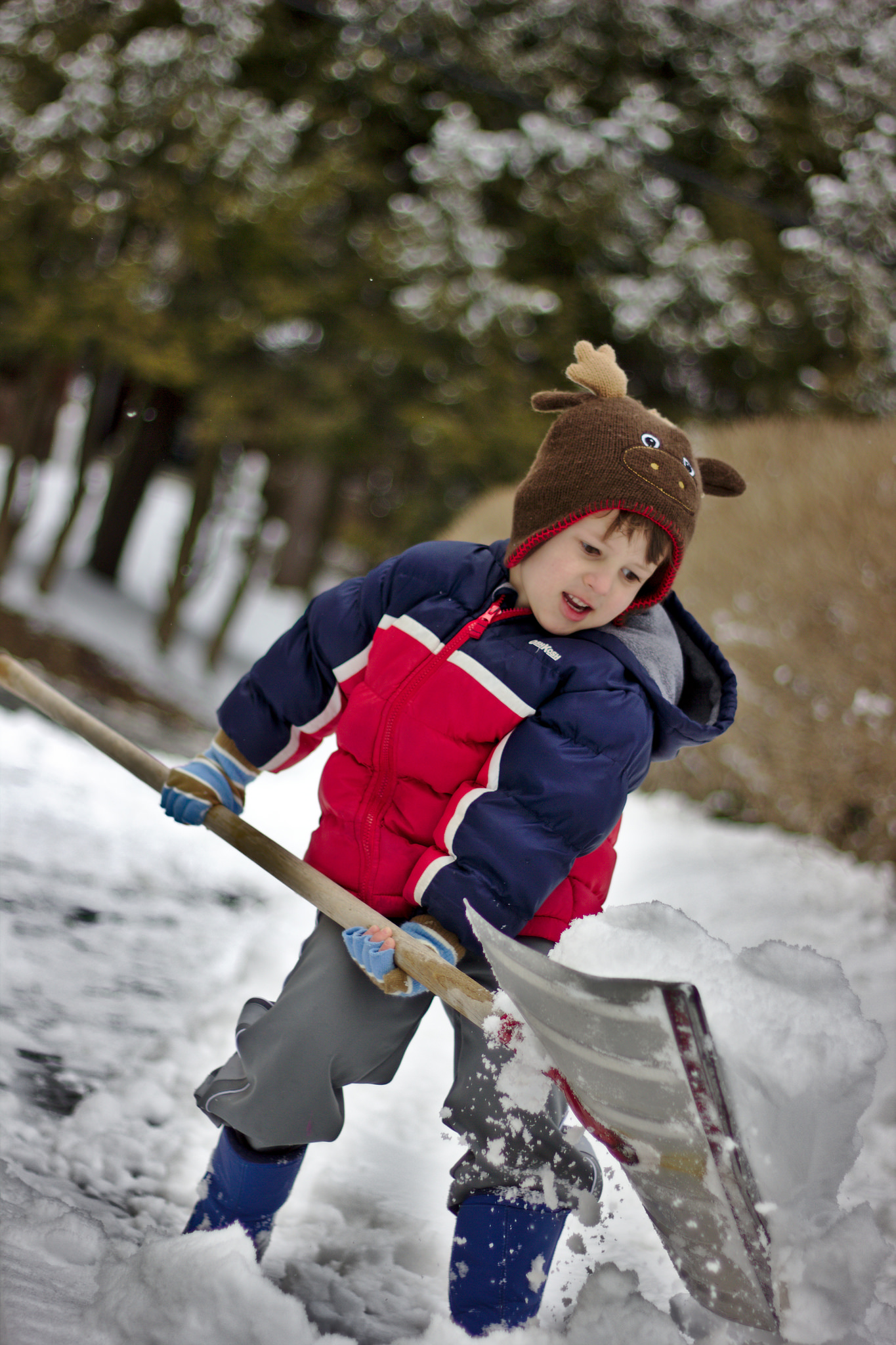
طفل يكنس الثلج مستخدماً مكسحة

المِكْسَحَة (الجمع: مَكَاسِح) هي أداة يُكْنَسُ بها الثلج. وتأتي المكاسح الثلج بعدة تصميمات مختلفة، وكل تصميم منها له طريقة مختلفة لنقل الثلج .